# 亚当·扬
亚当·扬（Adam Young，1986年7月5日—），全名亚当·兰德尔·扬（Adam Randal Young），是一名美国音乐家、创作歌手，是Owl City的创建者。近期也開始以Adam Young之名開始創作電影配樂。
亞當有許多音樂計畫，包括貓頭鷹城市（Owl City）、Port Blue、Sky Sailing、Swimming With Dolphins與Windsor Airlift。

## 个人生活
亚当现住家乡明尼苏达州奥瓦通纳，他的音乐作品都是在那创作的。亚当是一位基督徒，他经常会在他的博客和音乐中写到他的信仰。